# Carl August Dohrn
Pour les articles homonymes, voir Dohrn.
Carl August Dohrn  est un entomologiste allemand, né le 27 juin 1806 et mort le 10 mai 1892, connu pour avoir été le secrétaire puis le président de la Société entomologique de Stettin.

## Biographie
Carl August Dohrn est né à Stettin dans une riche famille de marchand de vins et d'épices.
Il est devenu spécialiste des coléoptères.
Après avoir été secrétaire de la société d'entomologie dès sa fondation en 1839, il est élu président de la Société entomologique de Stettin en 1843 et il le reste jusqu'en 1887. Il en fait une des plus importantes et connues du XIXe siècle.

## Publications
- 1855 Catalogus Coleopterorum Europae
- 1859 Catalogus Hemipterorum.

## Collection
Sa collection de coléoptères était très importante, pour exemple, juste avant sa mort il venait de recevoir de Sumatra un millier de coléoptères.